# Côte Rôtie

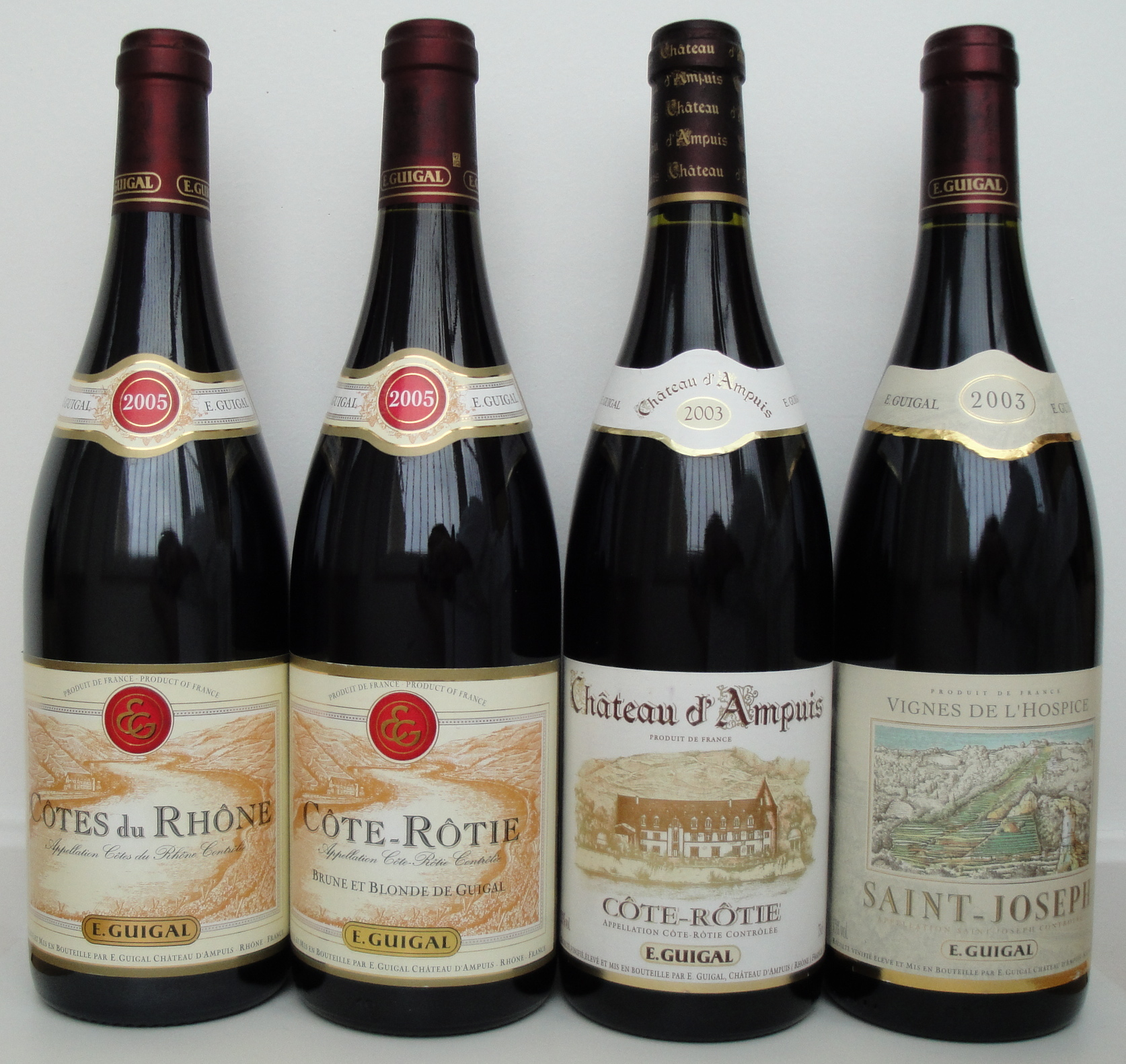

Côte Rôtie is een beroemde rode Franse wijn en wijnstreek in het Rhônegebied. Ze wordt over het algemeen beschouwd als de beste rode wijn uit de gehele Rhône. 

## Geschiedenis
De oorsprong ligt in de Romeinse tijd. Al ruim 2000 jaar geleden werd voor het eerst over deze wijn geschreven, maar toen als wijn uit Ampuis. In de 6e eeuw werd de naam Côte Rôtie voor het eerst genoemd. In de middeleeuwen en in de renaissance groeide de reputatie en werd ze aan de hoven van Engeland, Pruisen, Frankrijk en Rusland geschonken. Het gebied kende z'n hoogtepunt in 1890 toen werkelijk ieder stukje grond beplant werd. Niet de plaag van de druifluis, die in het begin van de 20e eeuw vrijwel heel Europa teisterde, maar de Eerste Wereldoorlog, die ca. 150 wijnmakers het leven kostte, heeft ervoor gezorgd dat nogal wat wijngaarden buiten gebruik raakten. In de jaren 60 bedroeg het aangeplante areaal nog maar zo'n 60 ha. In de jaren 80 begon de heropleving. De naam werd nieuw leven ingeblazen en verwierf internationale faam. Het aangeplante areaal is inmiddels weer ruim het viervoudige.

## Kwaliteitsaanduiding
Côte Rôtie heeft sinds 1980 een AOP-status. Het is de noordelijkste AOP van het Rhônegebied. Ten noorden van Ampuis ligt de Côte Brune, ten westen de Côte Blonde. Deze beide naamtoevoegingen vindt men op de flessen Côte Rôtie uit dit gebied.

## Toegestane druivensoorten
De wijn mag gemaakt worden uit Syrah (minstens 80%) aangevuld met maximaal 20% van de witte druif Viognier. In de praktijk bestaan de meeste wijnen echter uit 100% Syrah. 

## Gebied
Het gebied bevindt zich ten zuiden van Vienne in het departement Rhône. Het omvat drie gemeenten: Saint-Cyr-sur-le-Rhône, Ampuis en Tupin-et-Semons. Er zijn zo'n 60 wijngaarden. 

## Terroir
- Ligging: De druiven worden aangebouwd op de meestal zeer steile heuvels gericht op het zuidoosten. Rôtie betekent geroosterd - de druiven worden geroosterd, doordat vele druiven de gehele dag zon krijgen. De wijngaarden liggen tussen 180 m en 325 m boven de zeespiegel.
- Bodem: De bodem bestaat uit schist en gneis, die in de zon de warmte goed opslaan. Wortels hebben het zwaar om hun weg te vinden in dit stenige gebied. Dat samen met de zon geeft de wijn een krachtige smaak.
- Klimaat: Continentaal klimaat met lichte mediterrane invloeden.

## Kenmerken
De wijn heeft een dieprode kleur. De geur kan kenmerken hebben van fruit (rood en zwart), maar ook van viooltjes en specerijen. Het is een robuuste wijn die zeer goed kan ouderen. Dan kan ze noten krijgen van bos, leer, tabak of koffie. De wijn kan na enige jaren een complexe zachtheid en finesse bereiken. 

## Productie en opbrengst
- Het areaal bedraagt ongeveer 264 ha.
- De gemiddelde opbrengst bedraagt 40 hl/ha.
- De productie bedraagt 10.510 hl (2011) waarvan 29% geëxporteerd wordt.

## Producenten
Er zijn zo'n 100 producenten in dit gebied. De grootste is Guigal. Verdere producenten zijn onder andere: Gaillard en Vidal-Fleury.